# أجانيطس
أَجَانِيطَس (باليونانية: Αίγινα) هي جزيرة قبالة ساحل أتيكا في اليونان.
يبلغ عدد سكانها حوالي 13500 نسمة.

## أعلام
- بيليوس
- دراكو
- بولس الأجانيطي
- إيكاتيرني تريكوبيس